# Koumi
Koumi (japanska: 小海町?, Koumi-machi) är en landskommun (köping) i Nagano prefektur i Japan.  